# جان بيوركمان
جان بيوركمان (بالسويدية: Jan Björkman)‏ هو سياسي سويدي، ولد في 1950 في السويد. حزبياً، نشط في حزب العمال الديمقراطي الاشتراكي السويدي. وقد انتخب عضو البرلمان السويدي ‏.